# Lasagne
A lasagne, vagy eredeti nevén lasagne al forno, egy olasz rakott tésztaétel. Főbb összetevői a tésztalapok, valamilyen ragu, vagy zöldség, besamel mártás és sajt.

## Története
Apicus De re coquinaria című szakácskönyvében már szerepel egy rétegezett tésztaétel, amelyben a tésztarétegekre, mint laganum hivatkozik. A középkori Firenzében a foglalkozások között sorolják fel az "Arte dei cuochi e dei lasagnari" (szakácsok és lasagna-készítők művessége), Genovában oklevélben említenek egy bizonyos "Gualtiero lasagnarust". A következő, már középkori szakácskönyvi említése (De lasanis) egy, az Anjouk nápolyi udvarában a 13. században íródott szakácskönyvben, a Liber de Coquina (A főzés könyve) két, 14. századi kódexben fennmaradt átiratában található meg. Az itt leírt étel sajttal és fűszerekkel megszórt, főtt tésztalapokat ír le. Hasonlóan II. Richárd angol király udvari receptgyűjteményéhez, a Forme of Cury-hez, amiben loseyns (ejtsd lázán) a neve. A következő évszázadokban a szakácskönyvek a tészta húslevesben főzését, majd főtt hússal és sajttal rétegzését ajánlják. 1634-ben az "apácák töltött lasagnája mozzarellával és vajjal" (Lasagne di monache stufate, mozzarella e manteca) receptje már a mai lasagnéra hasonlít, főleg, hogy a recept kemencében összesütött, rakott tésztáról szól. Az első paradicsommal készült lasagne receptje 1881-ben jelent meg.

## Elkészítése
Az alapváltozat gyúrt tésztalapokból készül, amely lehet tojásos, vagy durumbúzából készült, tojás nélküli. A világszerte legelterjedtebb bolognai verzió esetén apróra vágott hagyma, pancetta szalonna, darált hús és paradicsom összefőzésével készült raguval, valamint besamel mártással rétegezik, majd mozzarella sajttal megszórva sütőben sütik. Más változatokban a besamel mellett spenóttal és ricottával, vagy más zöldségraguval rétegezik a tésztát. Meg kell jegyezni, hogy Olaszországnak szinte minden régiója rendelkezik saját változattal.
A modern csúcsgasztronómia előszeretettel használ vékonyra szeletelt zöldségeket a tésztalapok helyett.